# Yars' Revenge
Yars' Revenge est un jeu vidéo de shoot 'em up initialement développé et édité par Atari, conçu par Howard Scott Warshaw et sorti en 1981 sur Atari 2600. Yars' Revenge est le jeu original le plus vendu pour Atari 2600.

## Système de jeu

### Principe
Le joueur contrôle un insecte galactique appelée Yar qui doit détruire un ennemi, le Qotile, grâce à son canon Zorlon. L'ennemi est protégé derrière une barrière qu'il faut percer en « mâchant » les cellules qui composent le bouclier ennemi grâce au Yar. Le joueur doit esquiver non seulement le missile Destroyer (un missile ennuyeux qui vous suit partout), mais également le Qotile lorsque celui-ci se transforme en Swirl tourbillonnant. Il existe une zone neutre colorée au centre de l'écran qui permet au Yar d'échaper au Destroyer, mais le Yar ne peut pas tirer lorsqu'il se trouve dans cette zone. En revanche, le Swirl peut tuer Yar n'importe où, y compris dans cette zone.
Pour tuer le Qotile ou le Swirl, le joueur doit préalablement activer le canon Zorlon en toucher le Qotile ou en « mangeant » une pièce du bouclier, aligner le canon avec le Qotile ou le Swirl, puis tirer et se dégager de la ligne de tir du canon.

### Score
Le score est calculé comme suit : 
- Tirer sur un bloc du bouclier du Qotile - 69 points[4]
- « Manger » un bloc du bouclier du Qotile - 169 points
- Tuer le Qotile avec le canon Zorlon - 1000 points
- Tuer le Swirl avec le canon Zorlon, avant son départ - 2000 points
- Tuer le Swirl lorsqu'il est en l'air, avec le canon Zorlon - 6000 points et une vie supplémentaire (pour un maximum de 9 vies)

Chaque niveau se termine avec la destruction du Qotile ou du Swirl. Dans les niveaux impaires, le bouclier du Qotile est composé de briques statiques; dans les niveaux paires, le bouclier de protection du Qotile possède des blocs rotatifs. Le missile Destroyer poursuit le joueur de plus en plus vite à mesure de la progression des niveaux.
- À 70 000 points, le bouclier du Qotile devient bleu et la fréquence de lancement du Swirl triple, il est parfois tiré instantanément.
- À 150 000 points, le bouclier du Qotile devient gris et la fréquence de lancement du Swirl redevient normale, mais il réagit comme un missile guidé.
- À 230 000 points, le bouclier du Qotile devient rose et la fréquence de lancement du Swirl triple à nouveau, il est parfois tiré instantanément et il réagit toujours comme un missile guidé.

### Easter egg
Un easter egg est caché dans le jeu. Après avoir tué le Swirl en l'air, une ligne verticale noire apparaît sur l'écran à l’endroit où le Swirl a été touché (cette ligne est décrite dans le manuel comme le fantôme de Yar « et prévient le joueur de s'en tenir éloigné). Si le joueur se déplace verticalement le long de cette ligne et se trouve juste en dessous du milieu de l’écran au moment où l’explosion s'éteint, » le jeu s'arrête et retourne à l’écran de sélection sur lequel s'affiche deux fois les initiales du développeurs Howard Scott Warshaw sous la formme HSWWSH en lieu et place du mot Select,.

## Développement

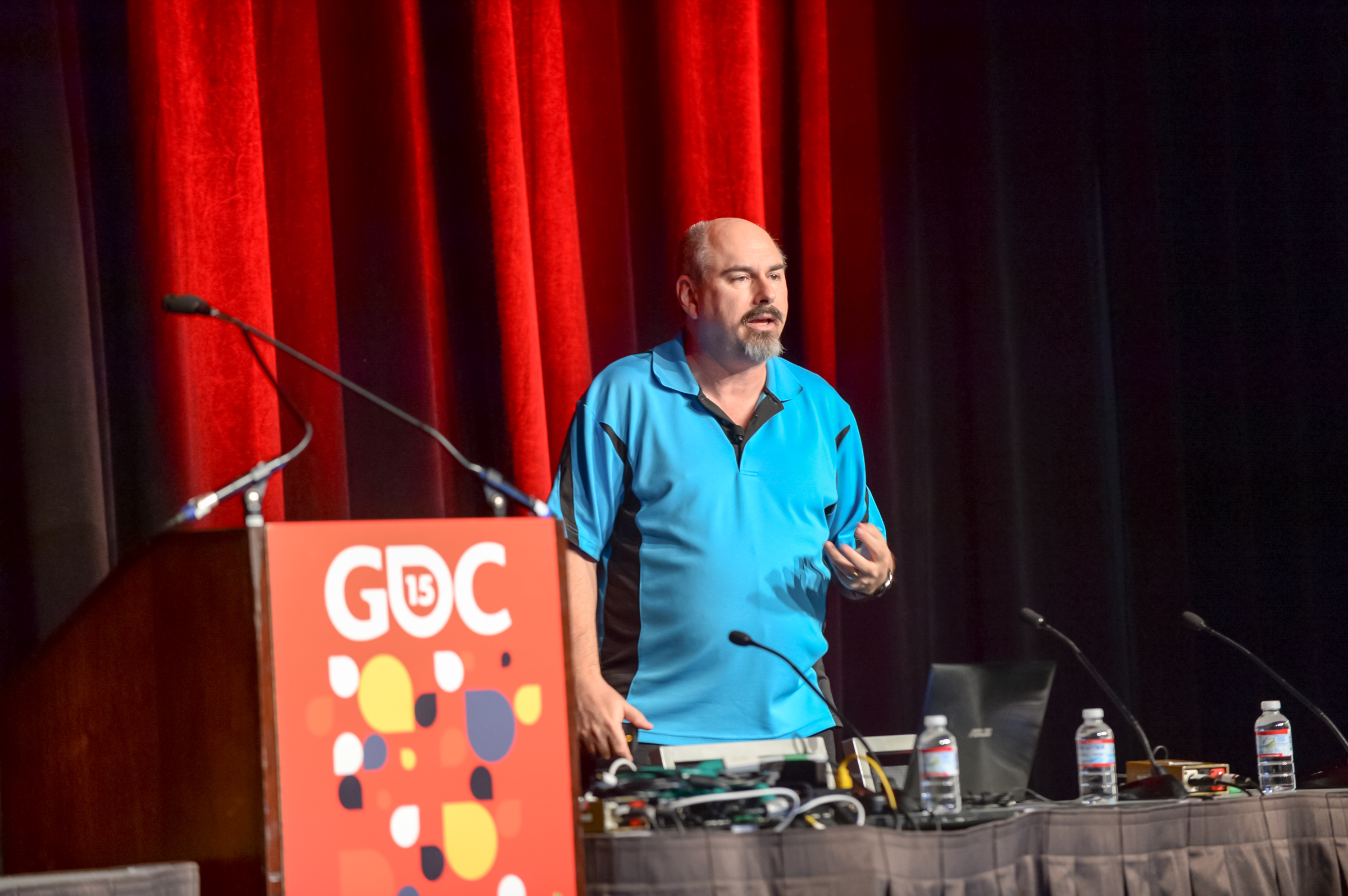
Warshaw parle du développement du jeu lors de la GDC 2015

Initialement, il devait s’agir d’un portage sous licence du jeux d’arcade Star Castle de Cinematronics. Le design initial de Warshaw était presque identique à celui de Star Castle : un puissant canon est protégé par trois couches de boucliers rotatifs. Le joueur doit tirer pour trouer ces boucliers afin d’atteindre et détruire le canon se trouvant protégé à l’intérieur. Mais le canon peut également tirer sur le joueur à travers les brèches des bouliers. Si le bouclier extérieur est complètement détruit, de nouvelles couches de protection apparaissent. Trois mines en liberté chassent le vaisseau du joueur.
Lors du développement de la version Atari, de multiples changements successifs ont été introduits pour finir sur une version finale qui n'avait que peu de ressemblance avec l’original.
Une croyance populaire indique que les Yars et leurs planète Razak ont été nommés d'après Ray Kassar, CEO d’Atari à cette époque. En effet, Warshaw voulait appeler le jeu Yars’ Revenge (la revanche des Yars) par l’utilisation inversée du prénom Ray. Il a ainsi menti à un employé du marketing, lui indiquant que le jeu a été nommé d'après le CEO. Il fit ensuite jurer au salarié de garder le secret sur le fait que Kassar se trouvait dans le titre du jeu, se disant à lui-même que « ce mec va courir partout pour le répéter à tout le monde ». Du coup, le nom voulu par Warshaw n’a finalement pas été modifié.
Le jeu a été développé en six mois, une durée identique au jeu Raiders of the Lost Ark développé par le même développeur.

## Packaging
Comme d’autres jeux vidéo pour la console 2600, un Comic book miniature est inclus dans la boite du jeux Yars' Revenge pour illustrer l’histoire sur laquelle se fonde le jeu. La bande dessinée explique le mot « revanche » du titre du jeu par le fait que les Yars vengent la destruction de l’un de leurs monde, Razak IV.
Atari a également sorti un album audio, sous le label Kid Stuff, qui contient une chanson-thème et une histoire de style dramatique radio basée sur l’univers de la bande dessinée,. Un autre 45 tours explique la tragédie qui a révélé qu'un Yar pouvait s’utiliser lui-même afin de cibler le canon Zorlon plutôt que de « manger » un morceau de bouclier. Les deux enregistrements ont été produits par John Braden.

## Rééditions
- Le jeu est réédité par Telegames en 1999 sur Game Boy Color[14].
- Une version est créée en 2004 pour la console Atari Flashback[15].
- Il est réédité sous forme de compilation en 2005 sur Game Boy Advance avec les jeux Pong et Asteroids[16].
- En 2010, le jeu est disponible pour la console Xbox 360 par le service en ligne Game Room[17].
- Une réinterprétation (nommée Yar's Revenge au lieu de Yars' Revenge) est sortie en titre téléchargeable en avril 2011 sur Xbox Live Arcade et sur Microsoft Windows[18],[19]. Ce titre a été développé par Killspace Entertainment et publié par Atari. Dans cette version, le Yar éponyme est réinterprété par une femelle humanoïde dans une puissante armure mécanisée[20].
- Un remake, Yars' Revenge: First War, un préquel de l’original, sort le 8 avril 2011 sur Facebook dans le cadre de l’initiative Atari GO[21],[22]. Il est développé par Baboom Games et publié par Atari.
- Un autre remake, jouable gratuitement sur un navigateur web supportant le HTML5, est sorti sur Atari.com, avec d’autres jeux classiques Atari[23],[24].

## Critiques
En 1983, Bill Kunkel et Arnie Katz du magazine Electronic Games  ont comparé Yars' Revenge à un « somnifère vidéo ».
IGN n'a pas été impressionné par le remake de Yar's Revenge. Ce titre a été considéré comme n'ayant que peu de liens avec le jeu original et d'avoir une durée de vie trop courte, même en prenant en compte son faible coût. La version pour Xbox 360 a reçu un meilleur accueil par Popmatters qui l’a considéré visuellement plaisant et de bonne facture.

## Suite
En 2005, une suite de l’original Yars' Revenge, intitulée Yars' Return, sort sur Atari Flashback 2.